# Bipolaris indica
Bipolaris indica är en svampart som beskrevs av J.N. Rai, Wadhwani & J.P. Tewari 1970. Bipolaris indica ingår i släktet Bipolaris och familjen Pleosporaceae.   Inga underarter finns listade i Catalogue of Life.